# 大山洞街道
大山洞街道是中华人民共和国贵州省貴陽市白云区下辖的一个街道办事处。
2012年8月14日，贵阳市人民政府通知决定撤销49个街道办事处，设立90个社区服务中心。
2020年1月10日，贵阳市人民政府通知决定撤销社区服务中心，恢复设立街道办事处。

## 行政区划
大山洞街道下辖以下村级行政区划单位：
大山洞社区、云晖社区、北尚华城社区、建安社区、恒大城社区、绿地伊顿社区。